# Iliaș Colceag
Iliaș Colceag (n. înainte de 1710 – d. 1743) a fost un militar moldovean de religie musulmană din secolul al XVIII-lea care a luptat ca mercenar în armata otomană.

## Biografie
Intrând în armata otomană, a ajuns întâi în Bosnia, unde s-a convertit la islam, luând numele de Hussein. S-a evidențiat în timpul Războiului Ruso-Turc din 1710-1711, ajungând la gradul de bulucbașă (în turcă bölükbașı, echivalentul gradului de căpitan, comandant de companie). De asemenea, în anul 1717 sultanul Ahmed al III-lea i-a acordat titlul de pașă și l-a numit șef al Cetății Hotin, funcție pe care a îndeplinit-o timp de 22 de ani. El este cunoscut în istoriografia turcă și sub numele de Kolceak-Pașa. În 1734 (după unele surse în 1736) a fost numit vizir, dar și-a menținut postul doar pentru scurtă vreme.
În timpul războiului ruso-turc din 1735-1739, Kolceak-Pașa a fost comandantul-șef al forțelor armate otomane pe frontul din Moldova. Luptele principale au avut însă loc în Crimeea. În anul 1738, când centrul ostilităților s-a mutat pe râul Bug, comanda armatei otomane a fost preluată de Veli-Pașa, Colceag păstrându-și funcția de comandant al Cetății Hotin.
După înfrângerea armatei otomane în bătălia de la Stăuceni (azi în Ucraina), la vest de Hotin, de către generalul rus Burkhard Christoph von Münnich, acestea a asediat Cetatea Hotin. Kolceak-Pașa dispunea doar de 900 de oșteni în fața armatei ruse de peste 60.000 oameni. Von Münnich i-a oferit lui Kolceak condiții onorabile de predare a cetății. Ca urmare a capitulării la 30 august (19 august s.v.) 1739, Colceag a stat prizonier la Sankt Petersburg, împreună cu fiul său Mahmet-bey, până la sfârșitul războiului, petrecându-și timpul la curtea împărătesei Anna Ivanovna. După semnarea păcii cu turcii, Kolceak se hotărâse să se întoarcă acasă. Pe drum a aflat însă că sultanul Mahmud I decisese să-l omoare, considerând predarea Cetății Hotin o trădare.
Iliaș Colceag s-a stabilit în Polonia, intrând în slujba contelui Franciszek Salezy Potocki, la acea vreme voievod al Voievodatului de Kiev, cu reședința la Żytomierz (azi Jitomir, Ucraina), unde a murit în 1743. Fiul său a intrat în slujba Rusiei, convertindu-se la religia ortodoxă.

## Urmași
Sub țarina Elisabeta a Rusiei, familia Kolceak a fost înnobilată și a obținut mai multe moșii ca danie. Urmașii lui Iliaș Colceag au urmat, de cele mai multe ori, cariere militare. Fiul lui Mahmet, Lukyan Kolchak, a avut rangul de sotnic (locotenent-major) al armatei cazacilor de pe Bug în timpul domniei țarilor Pavel I și Alexandru I, primind drept răsplată moșii în Gubernia Cherson. Dintre urmașii lui Lukyan, cel mai cunoscut este amiralul Aleksandr Kolceak.